# The 25th Anniversary Rock & Roll Hall Of Fame Concerts
The 25th Anniversary Rock & Roll Hall Of Fame Concerts est une série de concerts ayant eu lieu les 29 et 30 octobre 2009 au Madison Square Garden de New York, pour commémorer le 25e anniversaire du Rock and Roll Hall of Fame, le Panthéon du Rock and Roll. Les concerts sont réalisés par des artistes intronisés au Rock and Roll Hall of Fame, accompagnés d'autres artistes. Ils se produisent sans être payés, les concerts servant à financer le Rock & Roll Hall Of Fame. De cette série de concerts sont produits : une compilation , diffusée le 29 novembre 2009, un coffret DVD (comprenant deux DVD plus un DVD bonus) et deux CD (coffret double et coffret 4 CD). Jerry Lee Lewis ouvre les deux soirées de concerts.

## Liste des chansons

### Soirée 1
| Artistes                           | Invités                                                                                | Chansons                                       |
| ---------------------------------- | -------------------------------------------------------------------------------------- | ---------------------------------------------- |
| Jerry Lee Lewis                    | Jerry Lee Lewis                                                                        | Whole Lotta Shakin' Goin' On                   |
| Crosby, Stills and Nash            | -                                                                                      | Woodstock                                      |
| Crosby, Stills and Nash            | -                                                                                      | Marrakesh Express                              |
| Crosby, Stills and Nash            | -                                                                                      | Almost Cut My Hair                             |
| David Crosby et Graham Nash        | Bonnie Raitt                                                                           | Love Has No Pride                              |
| David Crosby et Graham Nash        | Bonnie Raitt                                                                           | Midnight Rider                                 |
| David Crosby et Graham Nash        | Jackson Browne                                                                         | The Pretender                                  |
| David Crosby et Graham Nash        | James Taylor                                                                           | Mexico                                         |
| Crosby, Stills and Nash            | James Taylor                                                                           | Love the One You’re With                       |
| Crosby, Stills and Nash            | -                                                                                      | Rock and Roll Woman                            |
| Crosby, Stills and Nash            | - Bonnie Raitt - Jackson Browne - James Taylor                                         | Teach Your Children                            |
| Paul Simon                         | -                                                                                      | Diamonds on the Soles of Her Shoes             |
| Paul Simon                         | -                                                                                      | Me and Julio Down by the Schoolyard            |
| Paul Simon                         | -                                                                                      | You Can Call Me Al                             |
| Paul Simon                         | Dion DiMucci                                                                           | The Wanderer                                   |
| Paul Simon                         | David Crosby et Graham Nash                                                            | Here Comes the Sun                             |
| Paul Simon                         | -                                                                                      | Late in the Evening                            |
| Little Anthony and the Imperials   | Little Anthony and the Imperials                                                       | Two People in the World                        |
| Simon and Garfunkel                | -                                                                                      | The Sound of Silence                           |
| Simon and Garfunkel                | -                                                                                      | Mrs. Robinson/Not Fade Away                    |
| Simon and Garfunkel                | -                                                                                      | The Boxer                                      |
| Simon and Garfunkel                | -                                                                                      | Bridge over Troubled Water                     |
| Simon and Garfunkel                | -                                                                                      | Cecilia                                        |
| Stevie Wonder                      | -                                                                                      | Blowin’ in the Wind                            |
| Stevie Wonder                      | -                                                                                      | Uptight (Everything's Alright)                 |
| Stevie Wonder                      | -                                                                                      | I Was Made to Love You                         |
| Stevie Wonder                      | -                                                                                      | For Once in My Life                            |
| Stevie Wonder                      | -                                                                                      | Signed, Sealed, Delivered I’m Yours            |
| Stevie Wonder                      | -                                                                                      | Boogie on Reggae Woman                         |
| Stevie Wonder                      | Smokey Robinson                                                                        | The Tracks of My Tears                         |
| Stevie Wonder                      | John Legend                                                                            | Mercy Mercy Me (The Ecology)                   |
| Stevie Wonder                      | John Legend                                                                            | The Way You Make Me Feel                       |
| Stevie Wonder                      | B. B. King                                                                             | The Thrill Is Gone                             |
| Stevie Wonder                      | -                                                                                      | Living for the City                            |
| Stevie Wonder                      | Sting                                                                                  | Higher Ground / Roxanne                        |
| Stevie Wonder                      | Jeff Beck                                                                              | Superstition                                   |
| Bruce Springsteen et E Street Band | -                                                                                      | 10th Avenue Freeze-Out                         |
| Bruce Springsteen et E Street Band | Sam Moore                                                                              | Hold On, I'm Comin'                            |
| Bruce Springsteen et E Street Band | Sam Moore                                                                              | Soul Man                                       |
| Bruce Springsteen et E Street Band | Tom Morello                                                                            | The Ghost of Tom Joad (en)                     |
| Bruce Springsteen et E Street Band | John Fogerty                                                                           | Fortunate Son                                  |
| Bruce Springsteen et E Street Band | John Fogerty                                                                           | Proud Mary                                     |
| Bruce Springsteen et E Street Band | John Fogerty                                                                           | Oh, Pretty Woman                               |
| Bruce Springsteen et E Street Band | -                                                                                      | Jungleland                                     |
| Bruce Springsteen et E Street Band | Darlene Love                                                                           | A Fine, Fine Boy                               |
| Bruce Springsteen et E Street Band | Darlene Love                                                                           | Da Doo Ron Ron                                 |
| Bruce Springsteen et E Street Band | Tom Morello                                                                            | London Calling                                 |
| Bruce Springsteen et E Street Band | Tom Morello                                                                            | Badlands                                       |
| Bruce Springsteen et E Street Band | Billy Joel                                                                             | You May Be Right                               |
| Bruce Springsteen et E Street Band | Billy Joel                                                                             | Only the Good Die Young (en)                   |
| Bruce Springsteen et E Street Band | Billy Joel                                                                             | New York State of Mind                         |
| Bruce Springsteen et E Street Band | Billy Joel                                                                             | Born to Run                                    |
| Bruce Springsteen et E Street Band | - Darlene Love - John Fogerty - Tom Morello - Billy Joel - Jackson Browne - Peter Wolf | (Your Love Keeps Lifting Me) Higher and Higher |

### Soirée 2
| Artistes        | Invités                                        | Chansons                                   |
| --------------- | ---------------------------------------------- | ------------------------------------------ |
| Jerry Lee Lewis | Jerry Lee Lewis                                | Great Balls of Fire                        |
| Aretha Franklin | -                                              | Baby, I Love You                           |
| Aretha Franklin | -                                              | Don’t Play That Song                       |
| Aretha Franklin | -                                              | Make Them Hear You                         |
| Aretha Franklin | Annie Lennox                                   | Chain of Fools                             |
| Aretha Franklin | -                                              | New York, New York                         |
| Aretha Franklin | Lenny Kravitz                                  | Think                                      |
| Aretha Franklin | -                                              | Respect                                    |
| Jeff Beck       | -                                              | Drown in My Own Tears                      |
| Jeff Beck       | Sting                                          | People Get Ready                           |
| Jeff Beck       | -                                              | Freeway Jam                                |
| Jeff Beck       | -                                              | Cause We’ve Ended as Lovers                |
| Jeff Beck       | Buddy Guy                                      | Let Me Love You Baby                       |
| Jeff Beck       | -                                              | Big Block                                  |
| Jeff Beck       | -                                              | Rice Pudding                               |
| Jeff Beck       | Billy Gibbons                                  | Foxy Lady                                  |
| Jeff Beck       | Billy Gibbons                                  | Rough Boy                                  |
| Jeff Beck       | -                                              | A Day in the Life                          |
| Metallica       | -                                              | For Whom the Bell Tolls                    |
| Metallica       | -                                              | One                                        |
| Metallica       | -                                              | Turn the Page                              |
| Metallica       | Lou Reed                                       | Sweet Jane                                 |
| Metallica       | Lou Reed                                       | White Light/White Heat                     |
| Metallica       | Ozzy Osbourne                                  | Iron Man                                   |
| Metallica       | Ozzy Osbourne                                  | Paranoid                                   |
| Metallica       | Ray Davies                                     | You Really Got Me                          |
| Metallica       | Ray Davies                                     | All Day and All of the Night               |
| Metallica       | -                                              | Stone Cold Crazy                           |
| Metallica       | -                                              | Enter Sandman                              |
| U2              | -                                              | Vertigo                                    |
| U2              | -                                              | Magnificent                                |
| U2              | - Bruce Springsteen - Patti Smith - Roy Bittan | Because the Night                          |
| U2              | - Bruce Springsteen - Roy Bittan               | I Still Haven't Found What I'm Looking For |
| U2              | -                                              | Mysterious Ways                            |
| U2              | Black Eyed Peas                                | Where Is the Love?/One                     |
| U2              | - Mick Jagger - Fergie - Will.i.am             | Gimme Shelter                              |
| U2              | Mick Jagger                                    | Stuck in a Moment You Can’t Get Out Of     |
| U2              | -                                              | Beautiful Day                              |

### CD
CD 1
1. Woodstock Crosby, Stills & Nash (4:26)
2. Almost Cut My Hair (David Crosby) Crosby, Stills & Nash (4:17)
3. Love Has No Pride Crosby, Stills & Nash (5:08)
4. The Prentender Crosby, Stills & Nash (5:55)
5. Love the One You're With (Stephen Stills) Crosby, Stills & Nash (3:54)
6. You Can Call Me Al Paul Simon (4:46)
7. The Wanderer Paul Simon (3:18)
8. Here Comes the Sun (George Harrison) Paul Simon (3:23)
9. Two People in the World Little Anthony & the Imperials (3:08)
10. The Sounds of Silence (Paul Simon) Simon & Garfunkel (4:33)
11. The Boxer (Paul Simon) Simon & Garfunkel (4:41)
12. Bridge Over Troubled Water (Paul Simon) Simon & Garfunkel (5:16)
13. For Once in My Life Stevie Wonder (3:08)
14. The Tracks of My Tears (Smokey Robinson / Marvin Tarplin) Stevie Wonder (3:59)
15. The Way You Make Me Feel (Michael Jackson) Stevie Wonder (3:36)
16. The Thrill Is Gone Stevie Wonder (5:00)

CD 2
1. Higher Ground/Roxanne (Sting/Stevie Wonder) Stevie Wonder (7:31)
2. Superstition (Stevie Wonder) Stevie Wonder (4:25)
3. The Ghost of Tom Joad (Bruce Springsteen) Bruce Springsteen & the E Street Band (8:02)
4. Fortunate Son (John Fogerty) Bruce Springsteen & the E Street Band (3:13)
5. Oh, Pretty Woman (Roy Orbison) Bruce Springsteen & the E Street Band (3:14)
6. Jungleland (Bruce Springsteen) Bruce Springsteen & the E Street Band (11:03)
7. A Fine Fine Boy (Ellie Greenwich / Phil Spector) Bruce Springsteen & the E Street Band (3:17)
8. New York State of Mind (Billy Joel) Bruce Springsteen & the E Street Band (6:53)
9. Born to Run (Bruce Springsteen) Bruce Springsteen & the E Street Band (5:21)
10. (Your Love Keeps Lifting Me) Higher and Higher Bruce Springsteen & the E Street Band (4:22)